# Кокшенов Михайло Михайлович
Михайло Михайлович Кокшенов (рос. Михаил Михайлович Кокшенов; 16 вересня 1936 — 4 червня 2020, Москва) — радянський і російський актор, кінорежисер та сценарист. Народний артист Росії (2002).

## Біографія
Народився 16 вересня 1936 року у Москві.
У 1963 році закінчив Театральне училище імені Бориса Щукіна. З 1974—2020 роках працює у Театрі-студії кіноактора.
17 жовтня 2017 року актора госпіталізували у відділення реанімації московською МКЛ № 1 з інсультом.
Помер 4 червня 2020 року на 84-му році життя після тривалого лікування у реабілітаційному центрі Підмосков'я.

## Фільмографія
- «Варчина земля» (1969, т/ф, 4 с)
- «Дума про Ковпака» (1973—1976, Устюжанін)
- «Вічний поклик» (1973)
- «Земляки» (1974)
- «Зав'ялівські диваки» (1978)
- «По вулицях комод водили» (1979, Пашнін)
- «Маленькі трагедії» (1979, Іван)
- «Дачна поїздка сержанта Цибулі» (1980, Гергало)
- «Олександр Маленький» (1981, Курикін)
- «Нам тут жити» (1982, Федір Нікішин)
- «Спортлото-82» (1982, Степан)
- «Білі Роси» (1983, Саша)
- «Які ж були ми молоді» (1985)
- «Найчарівніша та найпривабливіша» (1985, Пряхин)
- «Світла особистість» (1988)
- «Приватний детектив, або Операція „Кооперація“» (1989)
- «Чорт з нами!» (1991)
- «Болотяна street, або Засіб проти сексу» (1991)
- «На Дерибасівській гарна погода, або На Брайтон-Біч знову йдуть дощі» (1992) та ін.